# Marolles (Loir-et-Cher)
Marolles település Franciaországban, Loir-et-Cher megyében. Lakosainak száma 721 fő (2022. január 1.). Marolles Averdon, Fossé, Villebarou és Villerbon községekkel határos.

## Népesség
A település népességének változása:
| Lakosok száma | 460  | 681  | 708  | 698  | 754  | 738  | 725  | 715  | 717  | 721  |
|               | 1968 | 1982 | 1990 | 2006 | 2013 | 2015 | 2017 | 2019 | 2020 | 2022 |